# Haltadkal, Aland
Haltadkal là một làng thuộc tehsil Aland, huyện Gulbarga, bang Karnataka, Ấn Độ.